# Szendi Gábor
Szendi Gábor (Esztergom, 1954. október 29. –) programozó matematikus, forgatókönyvíró, dramaturg, író, publicista, pszichológus, a Semmelweis Egyetem Magatartás-tudományi Intézetének egykori tudományos munkatársa. Főként az egészséghez, egészségügyhöz és táplálkozáshoz, illetve pszichológiához kapcsolódó témákban jelentek meg könyvei, írásai. A paleolit étrend egyik legjelentősebb hazai népszerűsítője, ebben a témában is számos könyvet írt. Az orvostudomány és a "nyugati orvoslás" egyik legismertebb kritikusa, ezekkel kapcsolatban számos összeesküvés-elméletet terjeszt, érveléseit, nézeteit azonban tudományos körökben többnyire áltudományosnak tekintik.

## Életpályája
Programozó matematikusi diplomáját 1976-ban szerezte az ELTE TTK-n. Pár év programozás után az Egyetemi Színpad reklámszakembere, majd a Mafilm Társulás Stúdiójának dramaturgja lett. Saját írásaiból egy játékfilm és két tévéfilm készült. Filmjei: Higgyetek nekem! (nagyjátékfilm), Örökkön-örökké (tévéfilm), A mozgalom alapképlete (tévéfilm).
1985-ben, a Társulás Stúdió politikai indíttatású feloszlatása után állásából elbocsátották. Ettől kezdve könyvkötésből élt, majd 1988-ban felvételizett az ELTE BTK pszichológia szakára, ahol 1993-ban kiváló minősítéssel végzett. Klinikai szakpszichológusként szorongásos és depresszív zavarokban szenvedőket kezel, kutatóként elsősorban a test-lélek problematika területén írt összefoglaló tanulmányokat.
2007-ben a Magyar Pszichiátriai Társaság 30 milliós kárigénnyel személyiségjogi pert indított ellene a Mozgó Világban megjelent Buli, hanta, SSRI című cikkének stílusa miatt. A per azzal zárult, hogy Szendi nyilatkozatot tett: „Ha volna sértő olvasata a cikkemnek, úgy az nem szándékos volt, és ezért elnézést kérek. A cikkben leírt tudományos állításokat azonban továbbra is fenntartom.”
2007-ben a Magatartástudományi Intézetből váratlanul elbocsátották, azzal az indoklással, hogy nem PhD-zett le. Azóta szabadúszó.
2011-ben a Magyar Természetgyógyászok Szövetsége az „egészségügy területén végzett tényfeltáró, oknyomozó és szemléletváltoztató munkásságáért” a Természetgyógyászatért díjjal tüntette ki.
2013 novembere óta társtulajdonosa és főszerkesztője a Paleolit Életmód Magazinnak és a Paleo konyha negyedéves lapoknak.

## Főbb művei

### Monográfiák
- Antidepresszáns és placebo. Az antidepresszáns vitáról (Budapest, Országos Addiktológiai Intézet, 2004)
- Depresszióipar[6] (Sík, Budapest, 2005)
- A Nő felemelkedése és tündöklése (Jaffa Kiadó, Budapest, 2008)
- Isten az agyban (Jaffa, Budapest, Budapest, 2008)
- Pánik: tények és tévhitek (Jaffa, Budapest, 2009)
- Paleolit táplálkozás (Jaffa, Budapest, 2009)
- Boldogtalanság és evolúció (Jaffa, Budapest, 2010)
- Paleolit szakácskönyv I. (Jaffa, Budapest, 2010)
- Paleolit táplálkozás és korunk betegségei (Jaffa, Budapest, 2011)
- Paleolit táplálkozás kezdőknek. Minden, amit tudni akartál a paleóról, de nem volt időd megkérdezni (Jaffa, Budapest, 2011)
- Paleolit szakácskönyv II. (Jaffa, Budapest, 2011)
- Napfény vitamin. Hazugságok, tévhitek és a tények (Jaffa, Budapest, 2012)
- A nő élete (Jaffa, Budapest, 2012)
- Párbajok nélkül. Okok helyett megoldások (Jaffa, Budapest, 2013)
- Új vitaminforradalom (Jaffa Budapest, 2013)
- Értelmes szenvedés: a boldogság. A teljes és tartalmas élet művészete[7] (Jaffa, Budapest, 2014)
- Az önértékelés csapdájában (Jaffa, Budapest, 2014)
- Paleolit ismeretek haladóknak[8] (Jaffa, Budapest, 2015)
- A nő felemelkedése és tündöklése; 3. átdolg. kiad.; Jaffa, Budapest, 2016
- Párbajok nélkül. Hogyan változzunk, hogyan változtassunk?; 2. jav. kiad.; Jaffa, Budapest, 2017
- A férfi hanyatlása és bukása (Jaffa, Budapest, 2016)
- Szárnyakat adni. Kitartó és kiváló gyermekek nevelése (Jaffa, Budapest, 2017)
- Új vitaminforradalom. Hatások és kölcsönhatások (Jaffa, Budapest, 2018. Bővített 2. kiadás)
- Napfényvitamin. Tények és tévhitek a D-vitaminról (Jaffa, Budapest, 2018. Bővített 2. kiadás)
- Tévutak az orvoslásban. Dogmák fogságában (Jaffa, Budapest, 2018)
- Immunerősítés belülről. Hogyan készítsük fel szervezetünket a védekezésre? (Jaffa, Budapest, 2020)
- Paleolit táplálkozás kezdőknek. Minden, amit tudni akartál a paleóról, de nem volt időd megkérdezni!; 2. jav., bőv. kiad.; Jaffa, Budapest, 2019
- Szendi Gábor – Mezei Elmira: Paleolit szakácskönyv; fotó Korpádi Péter, Patyi Árpád; átdolg. kiad.; Jaffa, Budapest, 2020

### Tanulmányok, esszék
- A féltekei aszimmetriák jelentősége a migrén patomechanizmusában. In: Szendi G. (szerk): Migrén. Végeken kiadó, Budapest, 1997. 53–116. o.
- A jobbféltekei dominancia patogén szerepe a bronchiális asztmában és egyéb atópiás betegségekben. Pszichoterápia 1997/4, 251–270. o.
- Pszichoneurokardiológia: A féltekei specializáció kardiális vonatkozásai, különös tekintettel a hirtelen szívhalál, kardiofóbia és a kardiális pániktünetek kialakulásában. Pszichoterápia 1998, 7(2):85–113. o.
- A magatartás pszichobiológiai alapjai. In: Buda Béla, Kopp Mária (szerk): Magatartástudományok. Budapest, Medicina 2001. 190–245. o.
- Pszichofiziológiai betegségek. In: Buda Béla, Kopp Mária (szerk): Magatartástudományok. Budapest, Medicina 2001. 733–757. o.
- A humán pszichopatológiák pszichobiológiája. In: Buda Béla, Kopp Mária (szerk): Magatartástudományok. Budapest, Medicina 2001. 844–938. o.
- A női meddőség evolúciós megközelítése és terápiája. Pszichoterápia. 2002. 11(6):407–421.
- A hipnózis és az agyműködés. Psychiatria Hungarica 2003/2 99–109 o.
- A konverziós hisztéria fogalmának rövid története és neurobiológiai modellje. Psychiatria Hungarica. 2004 19(4):276–309.
- Nőgyógyászati pszichoszomatika. Kopp M.; Berghammer R. (szerk): Orvosi pszichológia. Medicina, Budapest, 2005. 437–447. o.
- Az ulcus (gyomorfekély) pszichoszomatikája. Kopp M.; Berghammer R. (szerk): Orvosi pszichológia. Medicina, Budapest, 2005. 422–427. o.
- A hipnózis és az agyműködés. Kopp M.; Berghammer R. (szerk): Orvosi pszichológia. Medicina, Budapest, 2005. 62–67. o.
- Neurolingvisztikus programozás. Kopp M.; Berghammer R. (szerk): Orvosi pszichológia. Medicina, Budapest, 2005. 531–533. o.
- Depresszióipar. In: Molnár Krisztina (szerk.): Az év esszéi 2005. Magyar Napló, Budapest 2005. 13–44. o.
- Pszichoneuro-endokrinológia-onkopszichológiai vonatkozások. In: Riskó Ágnes, Horti József: Onkopszichológia a gyakorlatban. Medicina, Budapest 2006. 54–67. o.
- Kudarcok, csalódások, traumák. In: Kéretlen útravalók. Kudarcok, csalódások, traumák. Saxum, Budapest, 2008
- Hűtlenség, féltékenység, evolúció. In: Párkapcsolatok iskolája. Mesterkurzus. Jaffa Kiadó, 2008
- Mindennapi játszmáink. In: Mindennapi játszmáink. Jaffa kiadó és Mesterkurzus, 2009
- A test mint kulturális tárgy. In: Singer M. (szerk.): Lelke rajta: A tetoválás pszichológiájáról. Jaffa, Budapest, 2009
- Konfliktuskezelés szavak helyett tettekkel. In: Guttman B. (szerk.): Párkapcsolat klinika. Kulcslyuk, Budapest, 2011
- Veszteségből nyereség, vereségből győzelem. in: Guttman Bea (szerk): Veszteségből nyereség, vereségből győzelem. Kulcslyuk, Budapest, 2013